# Bradley Riches
Bradley Stephen Riches (nacido el 11 de diciembre de 2001) es un actor inglés, conocido por interpretar el papel de James McEwan en la serie adolescente de Netflix Heartstopper (2022-presente). En marzo de 2024, apareció como compañero de casa en la vigésimo tercera temporada de Celebrity Big Brother. Está comprometido con Scott Johnston.

## Vida y carrera
Bradley Stephen Riches nació el 11 de diciembre de 2001 en Surrey, Inglaterra.    Le diagnosticaron autismo a los 9 años.   Poco después comenzó a asistir a un grupo de teatro, tras lo cual dijo que "descubrió que tenía esta voz" y se sintió más seguro al comunicarse con la gente.  Riches es gay y dijo que "como persona gay con autismo, le 'resulta difícil navegar' en un mundo que es 'apto para personas neurotípicas'".  Riches hizo su debut en el escenario en 2016, apareciendo como los gemelos Ben y Lisa en el musical Disaster!. Luego apareció en varias otras producciones teatrales, incluidas Goodnight Mister Tom, Monstersongs, A Christmas Story: The Musical, Footloose y Kin the Musical. También tuvo un papel menor como soldado en la película 1917.  En abril de 2022, Riches interpretó a un estudiante de Truham Grammar School en la serie para adolescentes de Netflix Heartstopper.   Su personaje fue establecido más tarde en la segunda temporada como James McEwan, quien está enamorado de Isaac Henderson (Tobie Donovan).  
En noviembre de 2023, Riches lanzó su libro debut, "A" Different Kind Of Superpower. Se trata de un libro infantil semiautobiográfico que recuerda el diagnóstico de autismo de Riches cuando tenía nueve años [...] y replantea la neurodivergencia en todas sus formas como un superpoder". Riches dijo que quería "expandir [su] historia para que la mayor cantidad posible de personas pudieran encontrarse en alguna parte del viaje del personaje". En marzo de 2024, Riches fue un Housemate Celebrity Big Brother en su vigésimo tercera temporada, terminando sexto después de un desalojo sorpresa por la puerta trasera.    Más adelante en el año, también aparecerá en la serie de comedia de terror de BBC One Wreck como Freddie.   

## Filmografía
| † | Denota obras que aún no han sido publicadas. |

| Año           | Título                | Papel        | Notas                                                                      | Ref.   |
| ------------- | --------------------- | ------------ | -------------------------------------------------------------------------- | ------ |
| 2019          | 1917                  | Soldado      | Papel menor                                                                | [ 3 ]  |
| 2022-presente | Heartstopper          | James McEwan | Protagonista (temporada 2) Recurrente (temporada 3) Invitado (temporada 1) | [ 11 ] |
| 2024          | Celebrity Big Brother | Él mismo     | Compañero de casa; serie 23                                                | [ 14 ] |
| 2024          | Wreck                 | Freddie      | Papel recurrente                                                           | [ 17 ] |

## Teatro
| Año  | Título                         | Papel             | Lugar                | Ref(s) |
| ---- | ------------------------------ | ----------------- | -------------------- | ------ |
| 2016 | Disaster!                      | Ben y Lisa        | Teatro Charing Cross | [ 19 ] |
| 2018 | Goodnight Mister Tom           | Samy              | Teatro Southwark     | [ 20 ] |
| 2018 | Monstersongs                   | Niño/Dragón       | El otro palacio      | [ 21 ] |
| 2018 | A Christmas Story: The Musical | Farkus/Elfo/Swing | Teatro Waterloo East | [ 22 ] |
| 2019 | Footloose                      | Willard Hewitt    | Teatro Southwark     | [ 23 ] |
| 2022 | Kin the Musical                | Conjunto/Cover    | The Other Palace     | [ 3 ]  |